# Tillandsia huarazensis
Tillandsia huarazensis är en gräsväxtart som beskrevs av Renate Ehlers och Till. Tillandsia huarazensis ingår i släktet Tillandsia och familjen Bromeliaceae. Inga underarter finns listade i Catalogue of Life.